# John Wayne
John Wayne (n. 26 mai 1907, Winterset⁠(d), Iowa, SUA – d. 11 iunie 1979, Westwood, California, SUA) a fost un actor american, vedetă a nenumărate western-uri.
S-a numit inițial Marion Robert Morrison, dar părinții i-au schimbat numele în Marion Michael Morrison pentru că au dorit ca următorul lor fiu să poarte numele Robert. Numele de scenă John Wayne (de la generalul „Mad Anthony” Wayne) i-a fost dat de regizorul Raoul Walsh, cel care de altfel l-a și descoperit pe Wayne, cu ocazia filmării în 1930 a westernului The Big Trail, în care Wayne juca rolul principal. Prietenii și admiratorii îl numeau însă The Duke, nume dat de vecinii săi din Glendale, California.
În 1969 a câștigat Oscarul pentru rolul său din filmul True Grit. În patru decenii de actorie Wayne a apărut în 250 de filme. Dintre acestea, majoritatea au fost regizate de John Ford, iar cele mai importante filme ale sale au fost She Wore a Yellow Ribbon (1949) și The Quiet Man (1952).
John Wayne a fost căsătorit de trei ori și a avut șapte copii și 16 nepoți. În ultimii peste zece ani din viață Wayne s-a luptat cu cancerul, mai întâi la plămâni pentru ca mai apoi decesul să fie provocat de cancer stomacal.

## Filmografie

### după 1920
- Brown of Harvard (1926)
- Bardelys the Magnificent (1926)
- The Great K & A Train Robbery (1926)
- Annie Laurie (1927)
- The Drop Kick (1927)
- Mother Machree (1928)
- Four Sons (1928)
- Hangman's House (1928)
- Speakeasy (1929)
- The Black Watch (1929)
- Noah's Ark (1929)
- Words and Music (1929)
- Salute (1929)
- The Forward Pass (1929)

### după 1930
- Men Without Women (1930)
- Born Reckless (1930)
- Rough Romance (1930)
- Cheer Up and Smile (1930)
- The Big Trail (1930)
- Girls Demand Excitement (1931)
- Three Girls Lost (1931)
- Arizona (1931)
- The Deceiver (1931)
- Range Feud (1931)
- Maker of Men (1931)
- The Voice of Hollywood No. 13 (1932)
- Running Hollywood (1932)
- The Shadow of the Eagle (1932)
- Texas Cyclone (1932)
- Two-Fisted Law (1932)
- Lady and Gent (1932)
- The Hurricane Express (1932)
- The Hollywood Handicap (1932)
- Ride Him, Cowboy (1932)
- That's My Boy (1932) (1932)
- The Big Stampede (1932)
- Haunted Gold (1932)
- The Telegraph Trail (1933)
- The Three Musketeers (1933)
- Central Airport (1933)
- Somewhere in Sonora (1933)
- His Private Secretary (1933)
- The Life of Jimmy Dolan (1933)
- Baby Face (1933)
- The Man From Monterey (1933)
- Riders of Destiny (1933)
- College Coach (1933)
- Sagebrush Trail (1933)
- The Lucky Texan (1934)
- West of the Divide (1934)
- Blue Steel (1934)
- The Lawless Frontier (1934)
- Helltown (1934)
- The Man from Utah (1934)
- Randy Rides Alone (1934)
- The Star Packer (1934)
- The Trail Beyond (1934)
- The Lawless Beyond (1934)
- Neath the Arizona Skies (1934)
- Texas Terror (1935)
- Rainbow Valley (1935)
- The Desert Trail (1935)
- The Dawn Rider (1935)
- Paradise Canyon (1935)
- Westward Ho (film) (1935)
- The New Frontier (1935)
- Lawless Range (1935)
- The Oregon Trail (1936)
- The Lawless Nineties (1936)
- King of the Pecos (1936)
- The Lonely Trail (1936)
- Winds of the Wasteland (1936)
- Sea Spoilers (1936)
- Conflict (1936)
- California Straight Ahead! (1937)
- I Cover the War (1937)
- Idol of the Crowds (1937)
- Adventure's End (1937)
- Born to the West (1937)
- Pals of the Saddle (1938)
- Overland Stage Raiders (1938)
- Santa Fe Stampede (1938)
- Red River Range (1938)
- 1939 Diligența (Stagecoach), regia John Ford
- The Night Riders (1939)
- Three Texas Steers (1939)
- Wyoming Outlaw (1939)
- 1939 New Frontier
- 1939 Allegheny Uprising, regia William A. Seiter

### după 1940
- 1940 Poruncă întunecată (Dark Command), regia Raoul Walsh
- 1940 Meet the Stars: Cowboy Jubilee
- 1940 Three Faces West
- 1940 Lunga călătorie spre casă (The Long Voyage Home)
- 1940 Șapte păcate (Seven Sinners)
- 1941 A Man Betrayed
- 1941 Lady from Louisiana
- 1941 The Shepherd of the Hills
- 1941 Meet the Stars: Past and Present
- 1942 Lady for a Night
- 1942 Seceră vântul sălbatic (Reap the Wild Wind)
- 1942 The Spoilers
- 1942 In Old California
- 1942 Flying Tigers
- 1942 Pittsburgh
- 1942 Reunion in France
- 1943 A Lady Takes a Chance
- 1943 In Old Oklahoma
- 1944 The Fighting Seabees
- 1944 Tall in the Saddle
- 1945 Flame of Barbary Coast
- 1945 Back to Bataan
- 1945 They Were Expendable
- 1945 Dakota
- 1946 Without Reservations
- 1947 Angel and the Badman
- 1947 Tycoon
- 1948 Râul roșu (Red River)
- 1948 Fortul apașilor (Fort Apache)
- 1948 Three Godfathers
- 1948 Wake of the Red Witch
- 1949 The Fighting Kentuckian
- 1949 She Wore a Yellow Ribbon
- 1949 Screen Snapshots: Hollywood Rodeo
- 1949 Sands of Iwo Jima

### după 1950
- 1950 Rio Grande
- 1951 Screen Snapshots: Reno's Silver Spur Awards
- 1951 Operation Pacific
- 1951 The Screen Director
- 1951 Screen Snapshots: Hollywood Awards
- 1951 Giganții aerului (Flying Leathernecks), regia Nicholas Ray
- 1952 Miracle in Motion (narator)
- 1952 Omul liniștit (The Quiet Man), regia John Ford
- 1952 Big Jim McLain
- 1953 Trouble Along the Way
- 1953 Island in the Sky
- 1953 Hondo
- 1954 The High and the Mighty
- 1955 The Sea Chase
- 1955 Screen Snapshots: The Great Al Jolson
- 1955 Aleea însângerată (Blood Alley)
- 1956 The Conqueror
- 1956 Urmăritorii (The Searchers), regia John Ford
- 1957 The Wings of Eagles
- 1957 Jet Pilot
- 1957 Legend of the Lost
- 1958 I Married a Woman (Cameo)
- 1958 Barbarul și gheișa (The Barbarian and the Geisha)
- 1959 Rio Bravo, regia Howard Hawks
- 1959 The Horse Soldiers

### după 1960
- 1960 The Alamo, rega John Wayne
- 1960 În nord, spre Alaska! (North to Alaska), regia Henry Hathaway
- 1961 The Challenge of Ideas (narator)
- 1961 The Comancheros
- 1962 Omul care l-a ucis pe Liberty Valance (The Man Who Shot Liberty Valance), regia John Ford
- 1962 Hatari!, regia Howard Hawks
- 1962 Ziua cea mai lungă (The Longest Day), regia col. Ken Annakin, Andrew Marton, Bernhard Wicki, Darryl F. Zanuck
- 1962 How the West Was Won
- 1963 McLintock!, regia Andrew V. McLaglen
- 1963 Donovan's Reef
- 1964 Lumea circului (Circus World)
- 1965 The Greatest Story Ever Told
- 1965 In Harm's Way
- 1965 Răfuiala (The Sons of Katie Elder), regia Henry Hathaway
- 1966 Aruncă o umbră uriașă (Cast a Giant Shadow), regia Melville Shavelson
- 1966 El Dorado, regia Howard Hawks
- 1967 A Nation Builds Under Fire (narator)
- 1967 The War Wagon
- 1968 The Green Berets (1968)
- 1968 Hellfighters (1968)
- 1969 100 de dolari pentru șerif (True Grit), regia Henry Hathaway
- 1969 The Undefeated

### anii 1970
- 1970 No Substitute for Victory (dokumentumfilm)
- 1970 Chisum
- 1970 Rio Lobo, regia Howard Hawks
- 1971 Un milion pentru Jacke (Big Jake), regia George Sherman și John Wayne
- 1971 Directed by John Ford (dokumentumfilm)
- 1972 Cowboy (The Cowboys), regia Mark Rydell
- 1972 Cancel My Reservation (Cameo)
- 1973 50.000 Dolari recompensă (The Train Robbers)
- 1973 J. D. Cahill (Cahill U.S. Marshall)
- 1974 Locotenentul McQ în acțiune (McQ)
- 1975 Inspectorul Brannigan (Brannigan), regia Douglas Hickox
- 1975 Adevăratul curaj (Rooster Cogburn)
- 1976 Chesty: Tribute to a Legend (dokumentumfilm) (narrator)
- 1976 The Shootist
- 1979 Vestul sălbatic (The Wild West), regia Laurence Joachim